# Hylidae

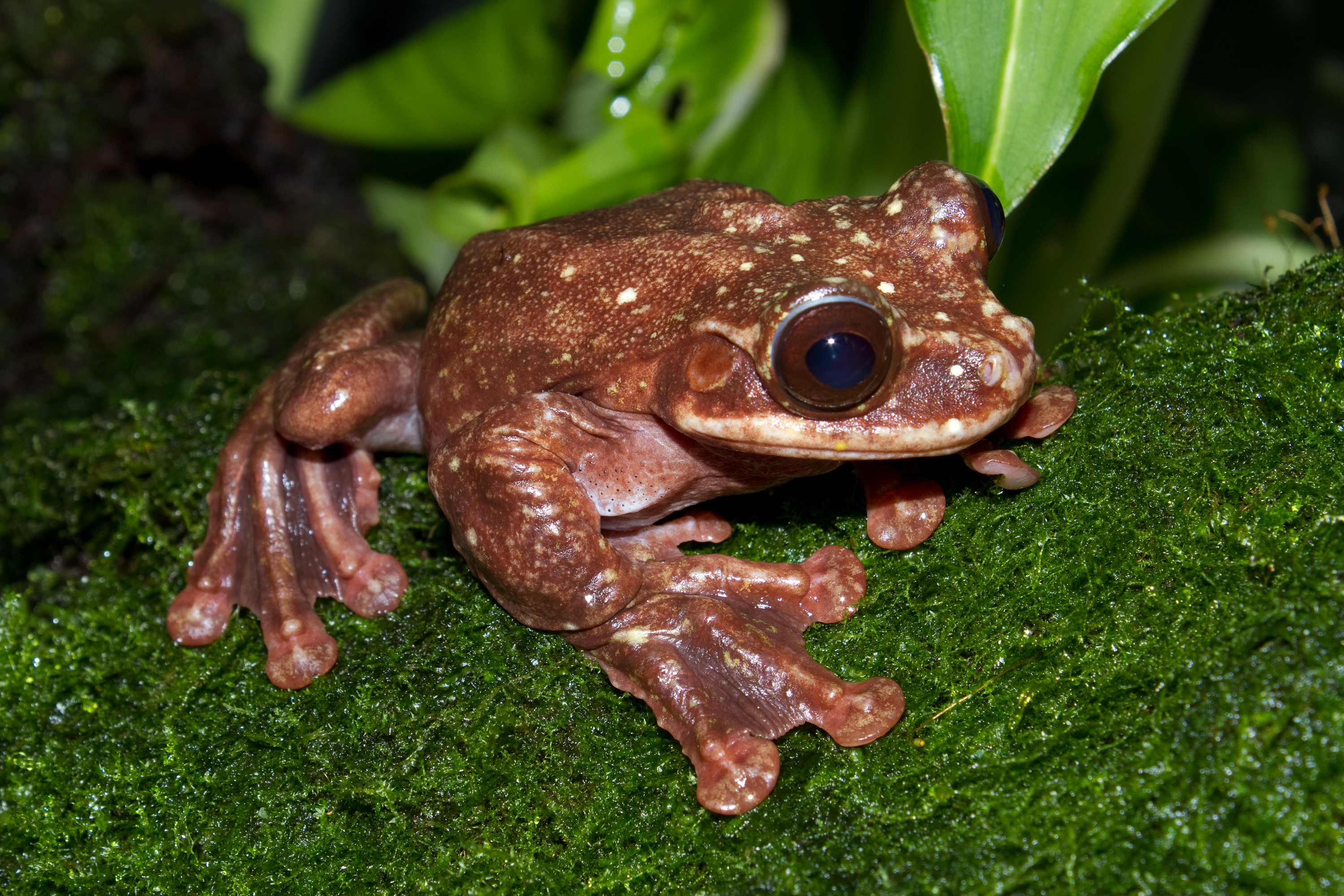
Ecnomiohyla rabborum

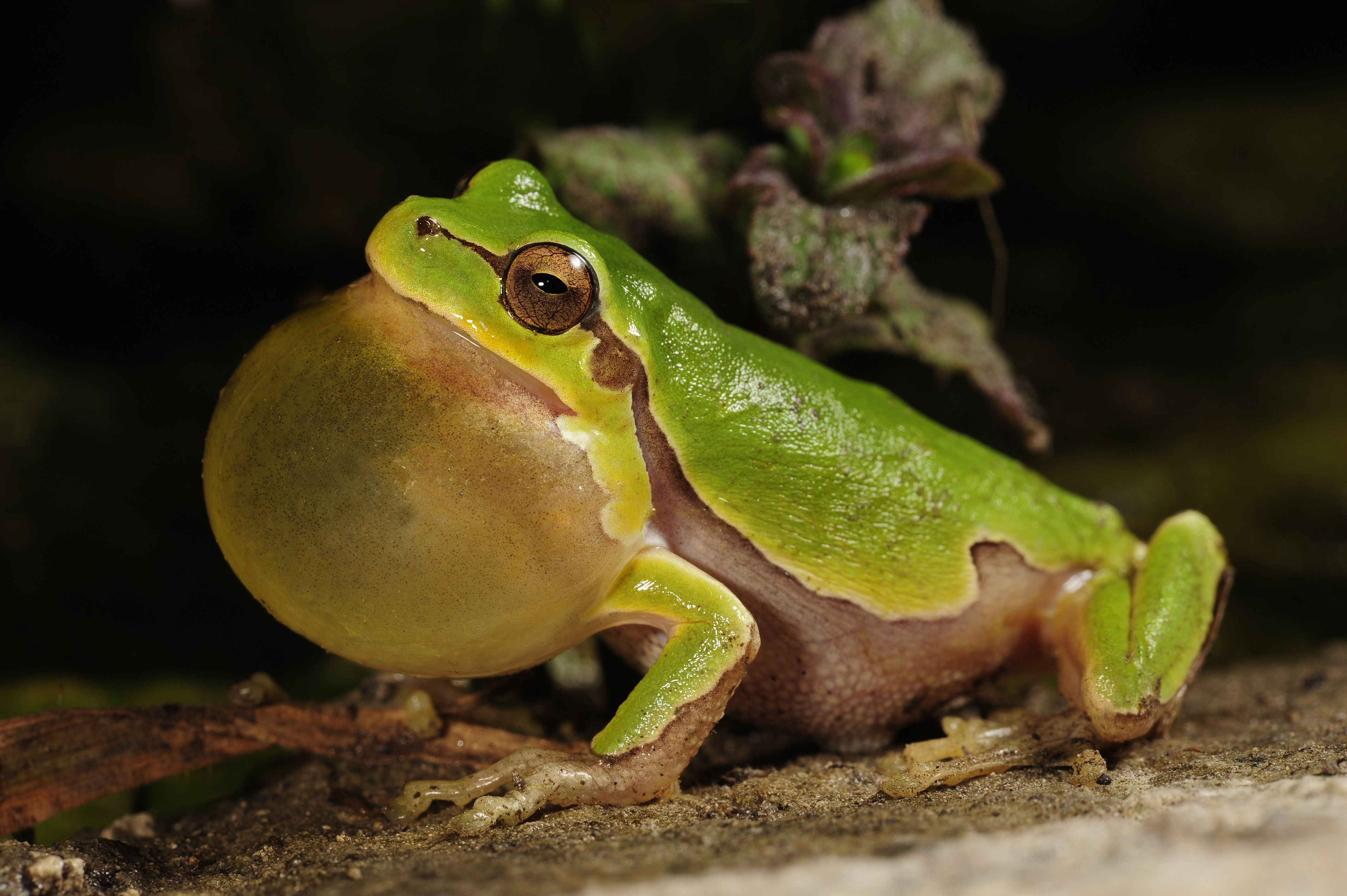
Macho de Hyla intermedia cantando.

Las ranas arborícolas comunes (Hylidae) son una familia de anfibios anuros. Es una de las familias más diversas de ranas ya que incluye 734 especies, algunas no viven en árboles.
Son muy variables morfológica y ecológicamente. Algunas son verdes, si bien existe gran diversidad en su pigmentación. Generalmente se alimentan de insectos, pero algunas cazan pequeños vertebrados. Se distribuyen por toda las zonas de temperaturas suaves de América, Eurasia paleártica y el norte de África.

## Clasificación
La familia se ha dividido en siete subfamilias y 45 géneros:
- subfamilia Acridinae Mivart, 1869
  - género Acris Duméril & Bibron, 1841
  - género Pseudacris Fitzinger, 1843
- subfamilia Cophomantinae Hoffman, 1878
  - género Aplastodiscus Lutz, 1950
  - género Boana Gray, 1825 (antiguo Hypsiboas)
  - género Bokermannohyla Faivovich, Haddad, Garcia, Frost, Campbell, & Wheeler, 2005
  - género Hyloscirtus Peters, 1882
  - género Myersiohyla Faivovich, Haddad, Garcia, Frost, Campbell, & Wheeler, 2005
  - género Nesorohyla Pinheiro, Kok, Noonan, Means, Haddad & Faivovich, 2018
  - especie "Hyla" nicefori (Cochran & Goin, 1970)
- subfamilia Dendropsophinae Fitzinger, 1843
  - género Dendropsophus Fitzinger, 1843
  - género Xenohyla Izecksohn, 1998
- subfamilia Hylinae Rafinesque, 1815
  - género Atlantihyla  Faivovich, Pereyra, Luna, Hertz, Blotto, Vásquez-Almazán, McCranie, Sánchez, Baêta, Araujo-Vieira, Köhler, Kubicki, Campbell, Frost, Wheeler & Haddad, 2018
  - género Bromeliohyla Faivovich, Haddad, Garcia, Frost, Campbell, & Wheeler, 2005
  - género Charadrahyla Faivovich, Haddad, Garcia, Frost, Campbell, & Wheeler, 2005
  - género Diaglena Cope, 1887
  - género Dryophytes Fitzinger, 1843
  - género Duellmanohyla Campbell & Smith, 1992
  - género Ecnomiohyla Faivovich, Haddad, Garcia, Frost, Campbell, & Wheeler, 2005
  - género Exerodonta Brocchi, 1879
  - género Hyla Laurenti, 1768
  - género Isthmohyla Faivovich, Haddad, Garcia, Frost, Campbell, & Wheeler, 2005
  - género Megastomatohyla Faivovich, Haddad, Garcia, Frost, Campbell, & Wheeler, 2005
  - género Plectrohyla Brocchi, 1877
  - género Ptychohyla Taylor, 1944
  - género Quilticohyla Faivovich, Pereyra, Luna, Hertz, Blotto, Vásquez-Almazán, McCranie, Sánchez, Baêta, Araujo-Vieira, Köhler, Kubicki, Campbell, Frost, Wheeler & Haddad, 2018
  - género Rheohyla Duellman, Marion, & Hedges, 2016
  - género Sarcohyla Duellman, Marion, & Hedges, 2016
  - género Smilisca Cope, 1865
  - género Tlalocohyla Faivovich, Haddad, Garcia, Frost, Campbell, & Wheeler, 2005
  - género Triprion Cope, 1866
- subfamilia Lophyohylinae Miranda-Ribeiro, 1926
  - género Corythomantis Boulenger, 1896
  - género Dryaderces Jungfer, Faivovich, Padial, Castroviejo-Fisher, Lyra, Berneck, Iglesias, Kok, MacCulloch, Rodrigues, Verdade, Torres-Gastello, Chaparro, Valdujo, Reichle, Moravec, Gvoždík, Gagliardi-Urrutia, Ernst, De la Riva, Means, Lima, Señaris, Wheeler, & Haddad, 2013
  - género Itapotihyla Faivovich, Haddad, Garcia, Frost, Campbell, & Wheeler, 2005
  - género Nyctimantis Boulenger, 1882
  - género Osteocephalus Steindachner, 1862
  - género Osteopilus Fitzinger, 1843
  - género Phyllodytes Wagler, 1830
  - género Phytotriades Jowers, Downieb, & Cohen, 2009
  - género Tepuihyla Ayarzagüena, Señaris, & Gorzula, 1993
  - género Trachycephalus Tschudi, 1838
- subfamilia Pseudinae Fitzinger, 1843
  - género Lysapsus Cope, 1862
  - género Pseudis Wagler, 1830
  - género Scarthyla Duellman & de Sá, 1988
- subfamilia Scinaxinae Duellman, Marion, & Hedges, 2016
  - género Gabohyla Araujo-Vieira, Luna, Caramaschi & Haddad, 2020
  - género Scinax Wagler, 1830
  - género Sphaenorhynchus Tschudi, 1838
- Incertae sedis :
  - especie "Hyla" imitator (Barbour & Dunn, 1921)

La subfamilia Hylinae se divide, según ciertos autores, en cuatro tribus: Cophomantini, Dendropsophini, Hylini y Lophiohylini.
Hasta 2016 esta familia también contenía las subfamilias Phyllomedusinae y Pelodryadinae, hoy elevadas al rango de familias.